# Berto Lardera
 Berto Lardera  oorspr.: Roberto Lardera (La Spezia, Italië, 18 december 1911 – Parijs, Frankrijk, 1989) was een Italiaans-Franse beeldhouwer.

## Leven en werk
Berto Lardera werd in 1911 geboren als zoon van een werfarbeider. Na zijn schooltijd studeerde hij aan de Universiteit van Florence. Het beeldhouwen had hij zich als autodidact zelf bijgebracht. De nabijheid van de scheepswerf had hem waarschijnlijk reeds vroeg vertrouwd gemaakt met metaal, het materiaal waaruit zijn werken uit de vijftiger jaren voornamelijk bestond. Ook de monumentaliteit der sculpturen doet denken aan de impressie, die hij als kind al moet hebben gehad van het werk aan scheepsrompen op de werf. In 1947 verhuisde Lardera naar Parijs, waar hij tot zijn dood in 1989 bleef wonen. In 1965 nam Lardera de Franse nationaliteit aan. Men rekent zijn werk informeel tot de Nouvelle École de Paris.

## Tentoonstellingen
In 1942 had Lardera zijn eerste solo-expositie in Milaan.
In Parijs had hij een expositie bij Galerie Denise René, gevolgd door uitnodigingen voor de belangrijke tentoonstellingen Salon de Mai en Salon des Réalités Nouvelles.
In de jaren 1948, 1950 en 1952 vertegenwoordigde Lardera Italië op de Biënnale van Venetië. Berto Lardera was eveneens uitgenodigd voor de documenta 1, de documenta II en de documenta III in de jaren 1955, 1959 en 1964 in Kassel. Hij was van 1958 tot 1961 gasthoogleraar aan de Hogeschool voor Beeldende Kunsten in Hamburg.
Lardera's sculpturen vindt men overal op de wereld: in Europa, Amerika en Japan.
Zijn werken tonen een brede variëteit aan dimensies en verscheidenheid aan metalen.

## Werken (selectie)
- Occasion dramatique in Bremen
- Occasion dramatique II (1952), Musée de Grenoble in Grenoble
- Occasion dramatique VIII (Dramatische Gelegenheit VIII) (1963) in Duisburg
- Entre deux mondes (Zwischen zwei Welten) (1962), Beeldenpark van het Lehmbruck-Museum in Duisburg
- Entre deux mondes n°4 in Le Mans
- Zwischen den Welten (1959) in Hamburg
- Morgendämmerung Nr. 1 (1958) in Berlijn
- La Tour des Rêves in Villeneuve-d'Ascq
- Rythme héroïque VI, rue Mouchotte (Montparnasse) in Parijs
- Rythme héroïque VIII (1968), Conservatoire national de région de musique et de danse, Grenoble
- Etreintes II (1968), Skulpturenpark Sammlung Domnick in Nürtingen

## Fotogalerij

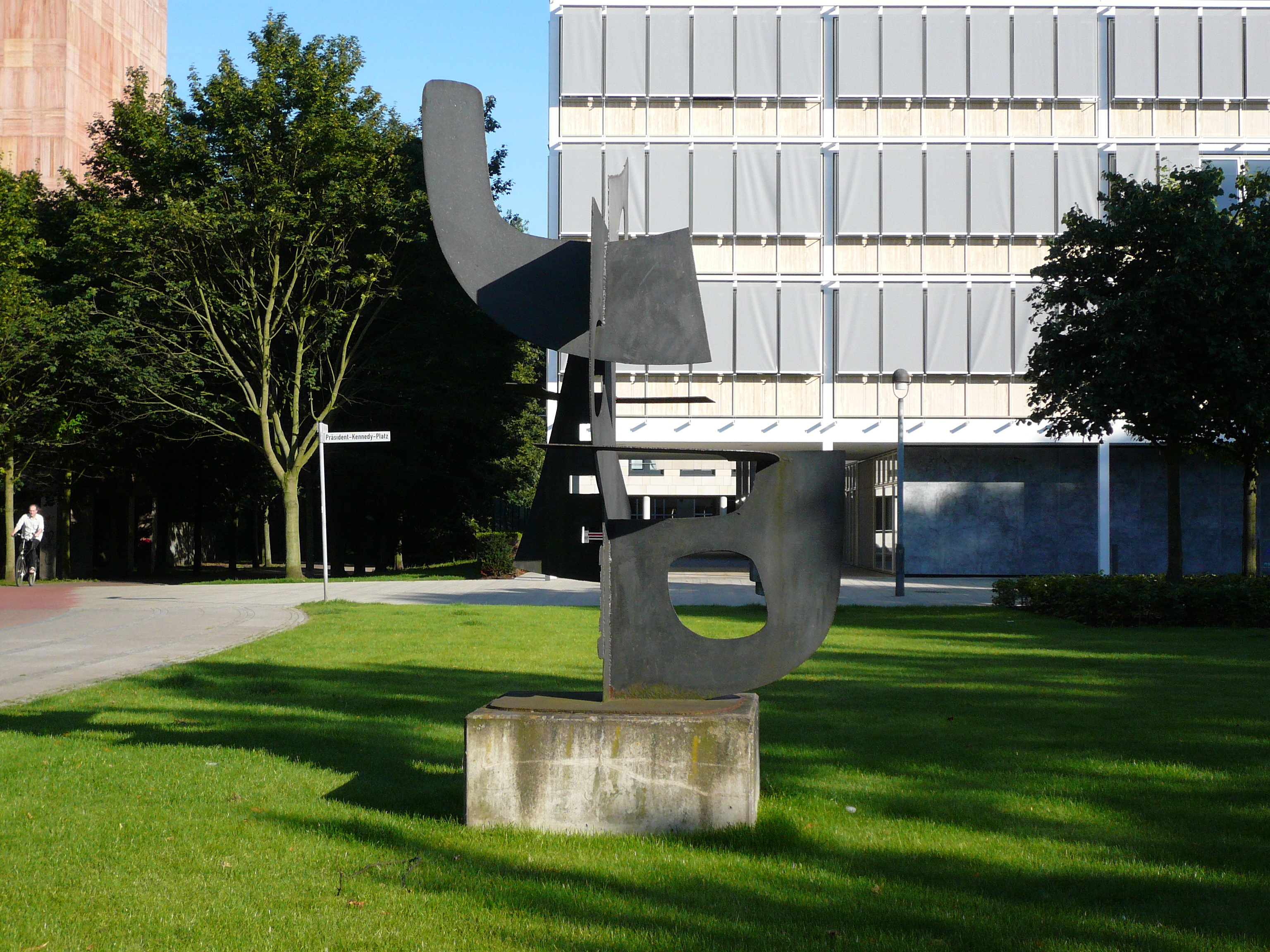
Occasion dramatique in Bremen
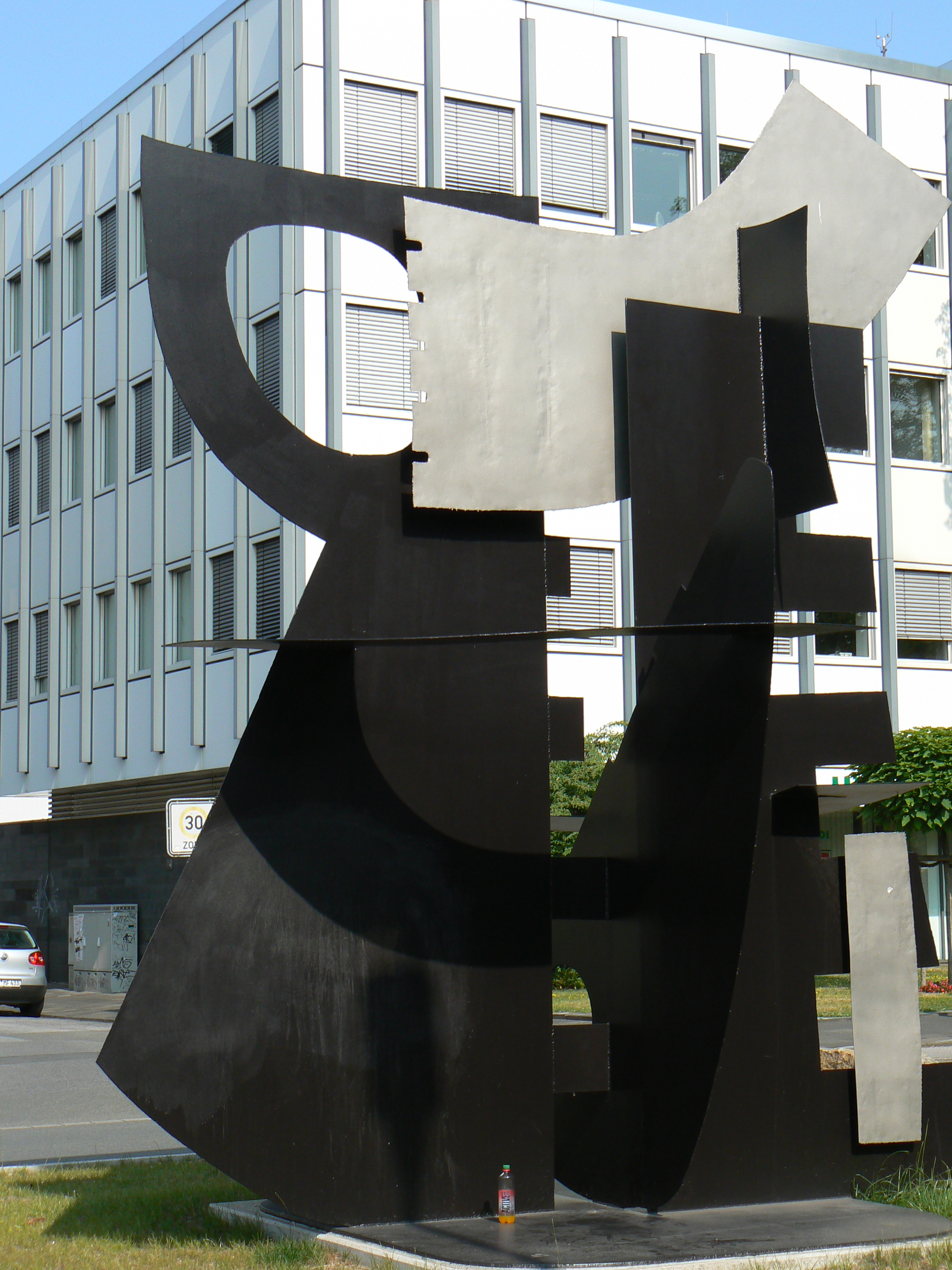
Dramatische Gelegenheit VIII (1963) in Duisburg
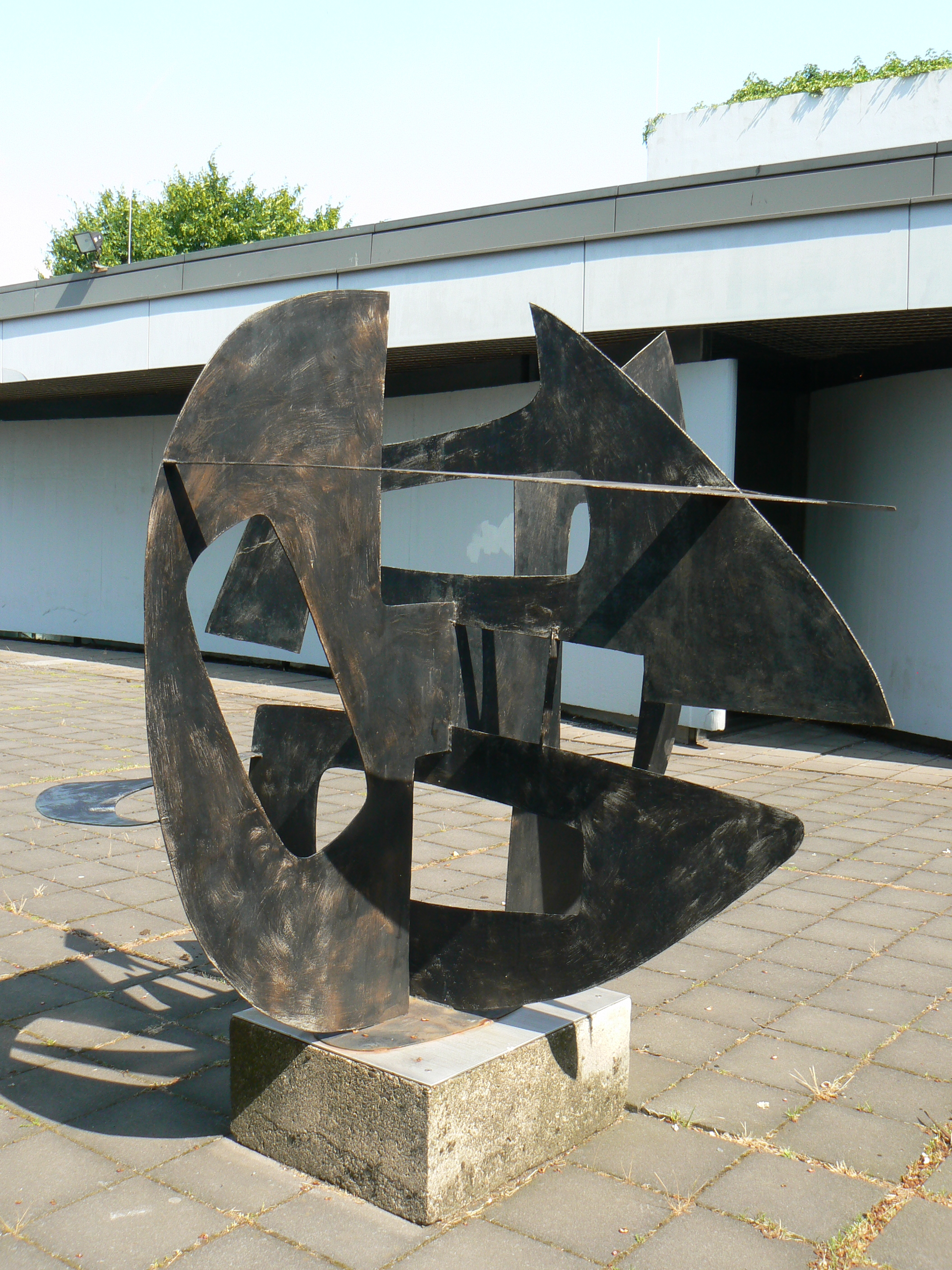
Zwischen zwei Welten (1962) in Duisburg
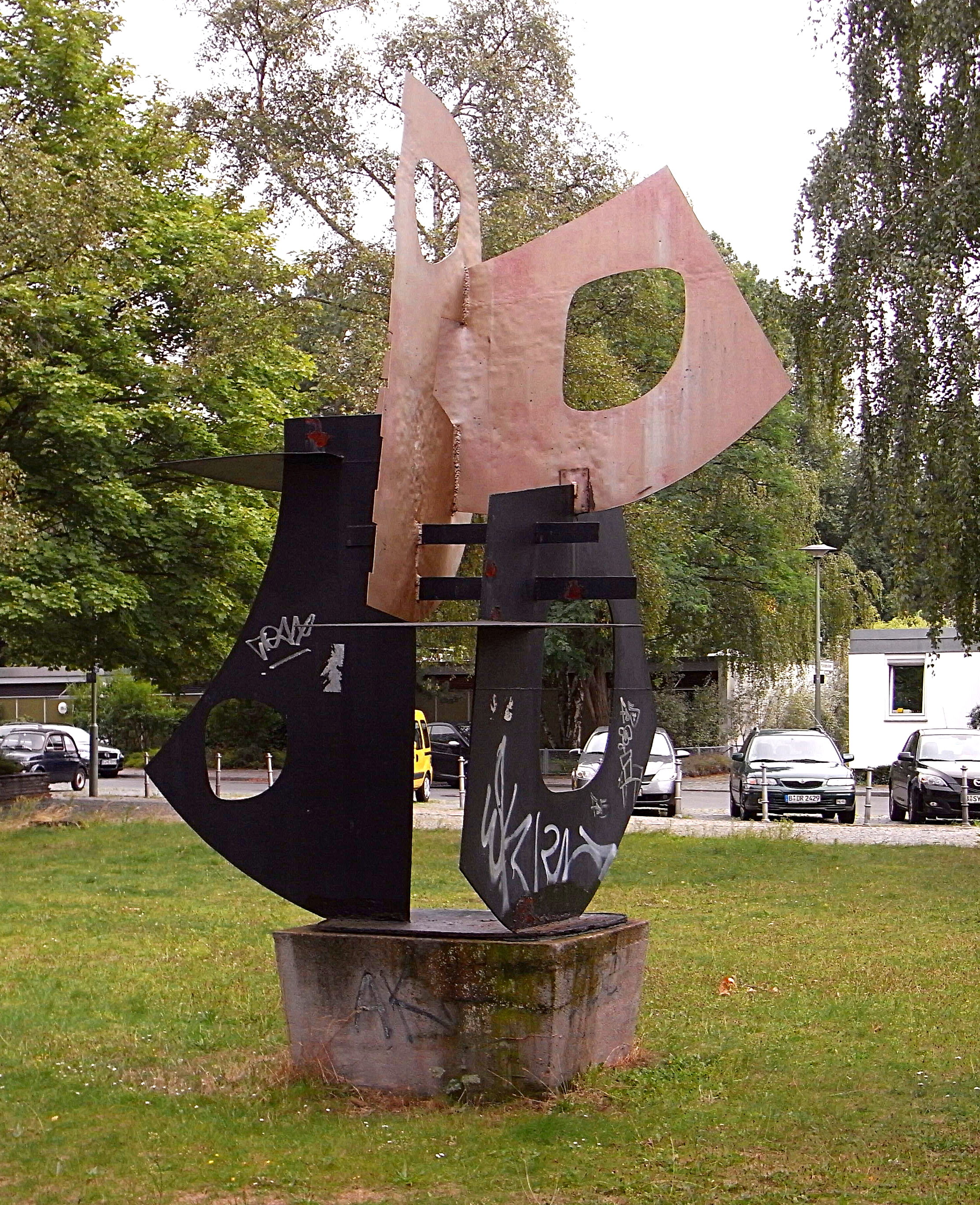
Morgendämmerung Nr. 1 (1958) in Berlijn
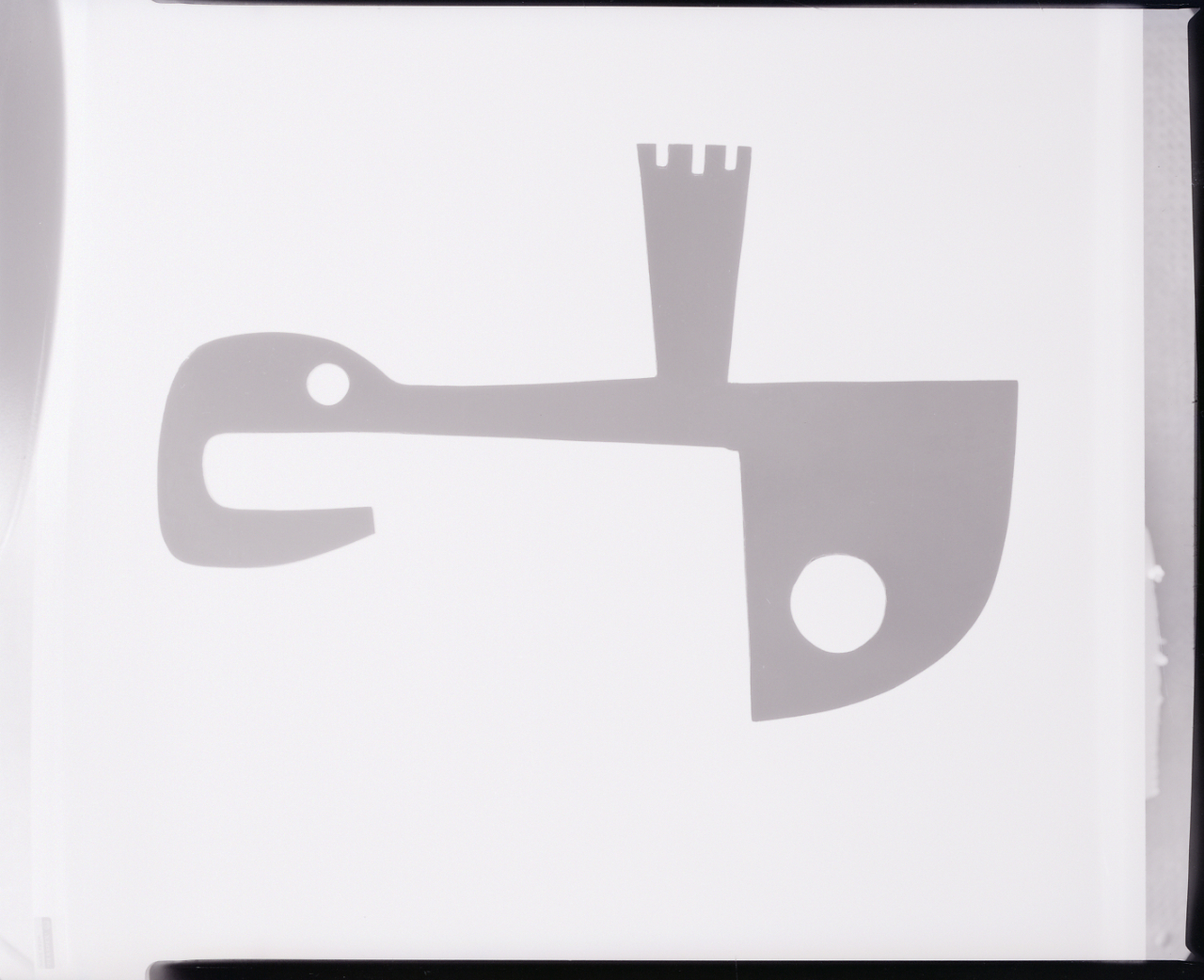
Foto van Paolo Monti, 1964
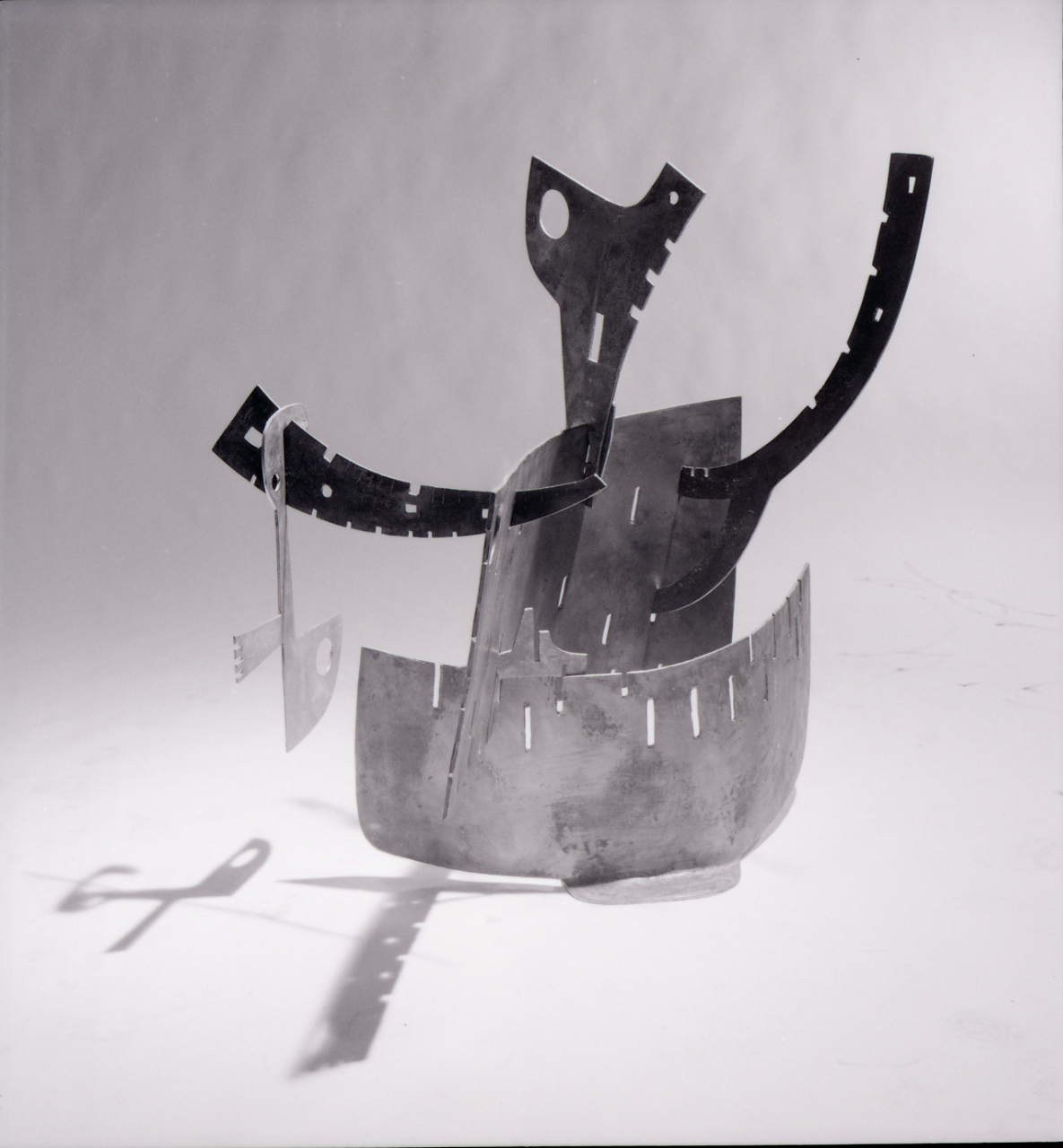
Foto van Paolo Monti, 1964